# Shantel VanSanten
Shantel VanSanten (sinh ngày 25 tháng 7 năm 1985)  là một nữ diễn viên và người mẫu ở Mỹ. Cô sinh ra ở tiểu bang Minnesota của Hoa Kỳ.

## Phim ảnh
- Something Wicked (2010) (đang quay) vai Christine [1]
- CSI: NY vai Tara Habis (1 tập, năm 2009) [1]
- The Final Destination (2009) vai Lori [1]
- In My Pocket (2009) vai Sophie [1]
- You and I (2009) vai Janie Sawyer [1]
- The Open Door (2008) vai Opening Scene Daughter [1]
- Spellbound (2007) (TV) vai Hot Date [1]
- Savage Spirit (2006) vai Lori [1]
- Three Wise Guys (2005) (TV) vai Beautiful Girl [1]
- Kôtetsu tenshi Kurumi (1999) (loạt phim truyền hình) vai Kaori [1]

Phim The Flash (2015) vai patty

## Chú dẫn
1. 1 2 3 4 5 6 7 8 9 10 11  http://www.imdb.com/name/nm1416900/